# Odczyn Paula-Bunnella-Davidsohna
Odczyn Paula-Bunnella-Davidsohna – odczyn wykonywany rutynowo do wykrywania zakażenia EBV. Odczyn opiera się na wykazaniu obecnych często w surowicy w przebiegu infekcji mononukleozowej przeciwciał heterofilnych zdolnych do aglutynacji krwinek końskich, bydlęcych i baranich. Podczas badania w celu eliminacji innych przeciwciał heterofilnych (np. dla antygenu Forsmana) badaną surowicę traktuje się na początku antygenem nerki świnki morskiej. Przeciwciała heterofilne wykrywane są u 50% chorych dzieci i 90-95% młodzieży i dorosłych. Miana 1:56 u dorosłych i 1:28 u dzieci przemawiają za rozpoznaniem mononukleozy zakaźnej.

Przeczytaj ostrzeżenie dotyczące informacji medycznych i pokrewnych zamieszczonych w Wikipedii.